# 古西諾耶湖 (列寧格勒州)
60°46′46″N 30°26′30″E / 60.77944°N 30.44167°E
古西諾耶湖（俄语：Гусиное），是俄羅斯的湖泊，位於該國西北部，由列寧格勒州負責管轄，長8公里，面積7.6平方公里，海拔高度26米，集水區面積29.9平方公里，最大水深11米。